# Die Schatten werden länger
Die Schatten werden länger ist ein schweizerisch-deutsches Filmdrama von 1961 mit Luise Ullrich, Barbara Rütting und Hansjörg Felmy in den Hauptrollen.

## Handlung
Frau Diethelm hat die engagierte und couragierte Lehrerin Christa Andres dazu berufen, ein Heim für schwer erziehbare Mädchen zu leiten. Christa selbst hat ein schweres Leben hinter sich, arbeitete eine Zeitlang sogar als Prostituierte und weiß am besten, wie man mit renitenten jungen Damen umzugehen hat, die auf die schiefe Bahn zu geraten drohen bzw. bereits geraten waren, ehe sie in diese Lehranstalt kamen. Ihr besonderes Sorgenkind ist die fast erwachsene Erika, die Christa stark an ihre eigene Jugend erinnert. Immer wieder kommt es zu heftigen Auseinandersetzungen zwischen den beiden Frauen.
Eines Tages hat Erika die Nase voll von den zahlreichen Regeln und Maßregelungen. So reißt sie aus. Doch Christa will Erika nicht aufgeben und nimmt ihre Spur auf, die ins Rotlichtmilieu der Stadt führt. Wie es der Zufall will, stößt Christa just dort auf ihren einstigen Zuhälter Max, eine ziemlich üble Type. So wie dieser einst Christa drangsaliert hat, droht er auch eine Gefahr für Erika und damit für all jene mühseligen Resozialisierungsversuche zu werden, die Christa bislang unternommen hatte. Max versucht, Christa unter Druck setzen und droht Christas Vergangenheit offenzulegen, sollte diese ihm Erika nicht überlassen. Um Erika ihr eigenes Schicksal zu ersparen, tötet Christa Max. Die Lehrerin wird verhaftet und muss für ihre Tat ins Gefängnis. Dafür hat sie aber Erikas Achtung gewonnen und diese von einem schlimmen Schritt in ihr Verderben abgehalten.

## Produktionsnotizen
Die Schatten werden länger entstand ab dem 28. Februar 1961 bis April desselben Jahres in Zürich und den CCC-FilmStudios in Berlin-Spandau. Die Uraufführung war am 7. Juli 1961 in Zürich, die deutsche Erstaufführung am 11. August 1961. Es war nach Die Ehe des Herrn Mississippi eine weitere Zusammenarbeit der beiden Großproduzenten Lazar Wechsler (Schweiz) und Artur Brauner (Berlin) des Jahres 1961.
Die Schweizer Filmbauten wurden von Max Röthlisberger, die deutschen von Wilhelm Vorwerg entworfen. Der Schauspieler Max Haufler diente dem erneut aus Spanien verpflichteten Ladislao Vajda als Regieassistent. Vajda und sein Kameramann Heinrich Gärtner hatten für Wechslers Praesens bereits 1958 den überaus erfolgreichen Dürrenmatt-Krimi Es geschah am hellichten Tag mit Heinz Rühmann gedreht.
Für den 30er- und 40er-Jahre-Leinwandstar Luise Ullrich läuteten Die Schatten werden länger und das unmittelbar zuvor gedrehte Heimkehrermelodram Frau Irene Besser das Ende ihrer Kinokarriere ein. Das große Personenlexikon des Films schreibt zur Einschätzung ihrer Rollenausrichtung der Adenauer-Jahre: „Luise Ullrichs Nachkriegsrollen waren meist die patenter Mütter und vernachlässigter Ehefrauen aber auch die Verantwortung übernehmender Entscheidungsträger, die, mit dem Herz am rechten Fleck, tapfer für ihre Ideale und das ökonomische Überleben der Familie kämpfen. Der in ihrem Spiel ausgelebte, nüchterne, handfeste Pragmatismus verhinderte oft, daß die von den Drehbüchern allzu sentimental angelegten Stoffe in pure Rührseligkeit abglitten. Nach ihrer Titelrolle einer Warenhauskonzernchefin in "Frau Irene Besser" und dem Part einer Heimleiterin für schwer erziehbare Mädchen in "Die Schatten werden länger" zog sich Luise Ullrich 1961 vom Film zurück.“

## Kritiken
„Die allzu konstruierte Story hindert den Film daran, seine gute Absicht - Verständnis für gefährdete junge Menschen - überzeugend zu vermitteln.“

„Nach dieser Handlungsschablone schnitt der gebürtige Ungar Ladislao Vajda einen Film, der sich von früheren Werken des Regisseurs ("Das Geheimnis des Marcelino", "Der Hund, der Herr Bozzi hieß") unrühmlich abhebt. Obgleich Akten der Züricher Sittenpolizei als Unterlagen für das Drehbuch dienten, entstand nur Kolportage.“